# NGC 6417
NGC 6417 é uma galáxia espiral barrada (SBb) localizada na direcção da constelação de Hercules. Possui uma declinação de +23° 40' 18" e uma ascensão recta de 17 horas, 41 minutos e 47,8 segundos.
A galáxia NGC 6417 foi descoberta em 2 de Julho de 1864 por Albert Marth.